# Melissa Lawley
Melissa Lawley (Kidderminster, Inglaterra; 28 de abril de 1994) es una futbolista inglesa. Juega como delantera y su equipo actual es el Liverpool de la Women's Super League de Inglaterra.

## Clubes
| Club                   | País       | Año         |
| ---------------------- | ---------- | ----------- |
| Bristol City           | Inglaterra | 2012        |
| Birmingham City        | Inglaterra | 2013 - 2016 |
| Manchester City W.F.C. | Inglaterra | 2016 - 2019 |
| Liverpool              | Inglaterra | 2019 -      |

## Palmarés

### Campeonatos nacionales
| Título         | Club                   | País       | Año  |
| -------------- | ---------------------- | ---------- | ---- |
| FA Women's Cup | Manchester City W.F.C. | Inglaterra | 2017 |
| FA WSL Cup     | Manchester City W.F.C. | Inglaterra | 2019 |
| FA Women's Cup | Manchester City W.F.C. | Inglaterra | 2019 |